# Altevir de Araújo
Altevir Silva Filho de Araújo (né le 23 décembre 1955) est un athlète brésilien, spécialiste du sprint.
Il remporte le relais 4 x 100 m lors de la Coupe du monde 1979.